# سفيري غرانلند
سفيري غرانلند (بالنرويجية البوكمول: Sverre Granlund)‏ هو عسكري نرويجي، ولد في 9 نوفمبر 1918 في ساوهاراد في النرويج، وتوفي في 10 فبراير 1943 في Fugløyfjorden ‏ في النرويج بسبب قتل في المعركة.